# Модель Эрроу — Дебрё
Моде́ль Э́рроу — Дебрё (англ. Arrow-Debreu model), или модель Эрроу — Дебрё — Маккензи, — формализованная статическая экономическая модель общего равновесия в условиях совершенной конкуренции. В модели присутствуют индивиды-потребители, которые могут свободно обмениваться экономическими благами и фирмы-производители экономических благ, доходы которых распределяются между индивидами (каждый индивид владеет определённой долей дохода фирм). В предпосылках модели Кеннет Эрроу и Жерар Дебрё (а также независимо от них Лайонел Маккензи) доказали существование общего равновесия (равновесного вектора цен и распределения благ).

## Описание модели

### Производители
В экономике действуют {\displaystyle n} фирм, выпускающих {\displaystyle q} видов продукции. Технологическое множество {\displaystyle j}-й фирмы обозначим {\displaystyle Y^{j}}. Технологические множества фирм предполагаются замкнутыми и ограниченными и включают нулевой вектор (допустимость бездеятельности). Сумма Минковского технологических множеств фирм представляет общеэкономическое технологическое множество {\displaystyle Y}, являющееся выпуклым множеством.
Обозначим вектор цен {\displaystyle p}. Тогда {\displaystyle py^{j}} — прибыль {\displaystyle j}-ой фирмы при чистом выпуске {\displaystyle y^{j}\in Y^{j}}. Фирмы максимизируют свою прибыль. Зависимость решения данной задачи от заданного вектора цен является функцией предложения {\displaystyle {\overline {y}}(p)}. Соответственно функция совокупного предложения равна {\displaystyle {\overline {y}}(p)=\sum _{j}{\overline {y}}^{j}}. Функции предложения являются однородными нулевой степени.

### Потребители
В экономике действуют также {\displaystyle m} индивидов (потребителей) с начальными запасами благ {\displaystyle z^{i}} функциями полезности {\displaystyle u^{i}(x)}, где {\displaystyle x} — {\displaystyle q}-мерный вектор потребления, являющийся подмножеством {\displaystyle R_{+}^{q}}. Предполагается, что функции полезности имеют все частные производные и для любого заданного {\displaystyle v} множество векторов {\displaystyle x}, таких, что {\displaystyle u^{i}(x)>v}, является строго выпуклым.
Доход потребителя {\displaystyle M^{i}} состоит из стоимости начальных запасов {\displaystyle M_{z}^{i}=pz^{i}} и доходов от участия в фирмах
{\displaystyle M_{y}^{i}=\sum _{j}\alpha _{ij}p{\overline {y}}^{j}(p)},
где {\displaystyle \alpha _{ij}} — фиксированная доля участия (в прибыли) {\displaystyle i}-го потребителя в {\displaystyle j}-ой фирме.
Каждый потребитель решает задачу максимизации полезности при бюджетном ограничении {\displaystyle px^{i}\leqslant M^{i}}. Решения этой задачи в зависимости от данного вектора цен {\displaystyle {\overline {x}}^{i}(p)} представляют собой функции индивидуального спроса потребителей, а их сумма {\displaystyle {\overline {x}}(p)} — функция совокупного спроса. Функции спроса являются однородными нулевой степени.

### Функция избыточного спроса
Функция совокупного избыточного спроса определяется как
{\displaystyle F(p)={\overline {x}}(p)-{\overline {y}}(p)-z},
где {\displaystyle z} -суммарные начальные запасы потребителей.
По закону Вальраса при неотрицательном векторе цен {\displaystyle p} должно выполняться равенство:
{\displaystyle pF(p)=0}.

### Рынки
В модели предполагается, что существуют все рынки благ от которых зависят функции полезности и технологические множества, и все рынки являются связанными, то есть любое благо можно свободно обменять на любое другое благо. Предполагается, что каждый экономический субъект «достаточно мал», то есть каждый исходит из того, что он не может влиять на цены благ (для каждого из них вектор цен задан экзогенно) — условие совершенной конкуренции на рынках. Каждый субъект обладает полной информацией относительно цен и характеристик благ. Кроме этого предполагается, что отсутствуют транзакционные издержки и экстерналии.

## Теорема Эрроу — Дебрё
В экономике Эрроу — Дебрё ситуация называется равновесной, если для равновесного вектора цен {\displaystyle p^{*}} индивидуальный спрос {\displaystyle x^{*i}} и предложение {\displaystyle y^{*j}} для потребителей и фирм соответственно являются решениями соответствующих задач оптимизации при равновесных ценах, выполнен закон Вальраса при равновесных ценах и в экономике отсутствует дефицит благ, то есть {\displaystyle x^{*}\leqslant y^{*}+z}.
Теорема Эрроу — Дебрё состоит в том, что при описанных предположениях в данной модели всегда существует экономическое (статическое) равновесие (неотрицательный вектор цен, удовлетворяющий условиям равновесия). Доказательство теоремы основано на теореме Какутани о неподвижной точке многозначного (точечно-множественного) отображения.